# Công viên Chelsea Waterside
Công viên Chelsea Waterside (tiếng Anh: Chelsea Waterside Park), trước đây gọi là Công viên Thomas F. Smith, là một công viên nằm ở Phố 23 Tây, giữa Đại lộ 11 và Đại lộ 12, dọc theo Đường cao tốc Bờ Tây ở Chelsea, Manhattan, Thành phố New York. Tính đến năm 2023, công viên là một phần của khu Chelsea thuộc Công viên Sông Hudson và được quản lý bởi Quỹ Công viên Sông Hudson.
Công viên ban đầu là địa điểm của một sân vận chuyển hàng hóa nhỏ cho Đường sắt Erie. Năm 1906, đường sắt đã phát triển lại địa điểm thành một công viên như một phần của việc tái thiết bến phà liền kề. Năm 1915, công viên được Sở Công viên tiếp quản và được đặt tên theo chính trị gia Thomas Francis Smith sau khi ông qua đời vào năm 1923. Việc xây dựng Đường cao tốc West Side Elevated vào đầu những năm 1930 đã chia công viên thành hai phần liền kề.